# Kennalestes
Kennalestes gobiensis es una especie extinta de mamíferos insectívoros semejantes a una musaraña. Era un mamífero común en Mongolia durante el Cretácico Superior, hace entre 83,5 y 70,6 millones de años). Hacía sus madrigueras sepultadas.